# Acanthascus capillatus
Acanthascus capillatus är en svampdjursart som beskrevs av Isao Ijima 1897. Acanthascus capillatus ingår i släktet Acanthascus och familjen Rossellidae. Inga underarter finns listade i Catalogue of Life.